# L'Europe nouvelle
L'Europe nouvelle, « revue hebdomadaire des questions extérieures, économiques et littéraires », est une revue de politique française et internationale.

## Histoire
Créée par Louise Weiss avec le soutien financier du journaliste Hyacinthe Philouze, le premier numéro paraît le 12 janvier 1918, le dernier en juin 1940. Elle est tirée à peu d'exemplaires et destinée à l'élite dirigeante des pays. Louise Weiss y collabore jusqu'à la parution de son dernier éditorial le 3 février 1934.
La revue étudie les conditions de la vie politique, économique et sociale de l'Europe, et soutient les initiatives de certains milieux politiques destinées à réconcilier les États européens et maintenir la paix : relations internationales sous l'égide de la Société des Nations, rapprochement franco-allemand, désarmement et premiers projets d'Union européenne. Elle se spécialise dans la publication des textes des grands traités internationaux et les comptes rendus des sessions de la Société des Nations à Genève.
André Géraud (plus connu sous son pseudonyme, Pertinax) en devient le rédacteur en chef à partir de mars 1938.